# 張文慈
張文慈（英語：Pinky Cheung Man Chi，1971年9月30日—），香港女演員，曾是亞洲電視旗下藝人，現為無綫電視基本藝人合約及前邵氏兄弟藝員。

## 背景
張文慈1971年9月30日生於英屬香港。她曾就讀荃灣梨木樹邨佛教李澤甫紀念學校及葵涌迦密愛禮信中學，後於日本留學。她在90年代初期入行當業餘模特兒，然而未正式出道。1996年，張文慈參加亞洲小姐競選，於準決賽取得「最完美體態葆露絲大獎」，並順利晉身決賽。雖然決賽晉身前八名，但是最後三甲不入。之後簽約亞洲電視，並曾參與演出多部電視劇，較著名的作品有《肥貓正傳》、《縱橫四海》、《我和殭屍有個約會》系列。其後又被文雋發掘，與影王朝公司簽約拍攝多部電影，首部電影是《97古惑仔之戰無不勝》，其他電影包括《火爆刑警》、《俠骨仁心》、《新紮師姐》及《黑白森林》等。除拍攝電影外，亦在亞洲電視參與演出劇集及綜藝節目等工作，並參與登台及演出香港電台電視節目。
2010年3月，張文慈離開亞洲電視。2010年7月受洗成為基督徒。其後更自稱為了堅定信耶穌，她把頸部的觀音文發音的紋身已快完全洗掉。2012年於亞洲電視五十五周年獲頒「ATV55年女藝人獎」。2013年，她轉向電影界發展，2016年9月於活動中表示已簽約無綫電視兩年，主要參與劇集拍攝。2018年在《宮心計2深宮計》飾演汪敏 / 汪司膳，演技大獲好評，同年又於台慶劇《跳躍生命線》飾演麥愛花，與馬德鐘飾演的麥在田為姊弟，而當中一幕是被其痛罵時強忍淚水，收放自如的演技再獲觀眾及網民大讚。

## 演出作品

### 電視劇（無綫電視）
| 首播   | 劇名           | 角色               |
| 2017年 | 老表，畢業喇！ | 尹小曼             |
| 2018年 | 宮心計2深宮計  | 汪 敏（汪司膳）    |
| 2018年 | 天命           | 蝶 衣              |
| 2018年 | 跳躍生命線     | 麥愛花（Diana）    |
| 2019年 | 解決師         | 馬幗纓（Madam Ma） |
| 2020年 | 法證先鋒IV     | 張淑敏             |
| 2020年 | 木棘証人       | 高詠音             |
| 2024年 | 黑色月光       | 區善柔（Sabrina）  |
| 未播映 | 死有對証       |                    |

### 電視劇（亞洲電視）
| 首播   | 劇名                          | 角色                         |
| 1997年 | 國際刑警1997                  |                              |
| 1997年 | 肥貓正傳                      | Donna                        |
| 1997年 | 97變色龍                      | 劉小姐（第3集）              |
| 1997年 | 天長地久                      | 蔡小花                       |
| 1998年 | 流氓·律師                     | 何 愛                        |
| 1998年 | 我和殭屍有個約會              | 山本未來                     |
| 1999年 | 縱橫四海                      | 張學韻 （Bibi）              |
| 2000年 | 我和殭屍有個約會II            | 山本未來/ 金未來             |
| 2000年 | 影城大亨                      | 劉上花                       |
| 2001年 | 俠骨仁心                      | 石少芝                       |
| 2004年 | 我和殭屍有個約會III之永恆國度 | 袁無淚/ 完顏無淚             |
| 2004年 | 爸爸兩邊走                    | 方泗曼                       |
| 2005年 | 情陷夜中環                    | 余紫珊 （Queenie/媽咪Queen） |
| 2006年 | 情陷夜中環2                   | 江海潮 （Jessie）            |
| 2008年 | 十六不搭喜趣來                | Tina                         |
| 2008年 | 法網群英                      | 周國權 （Winnie/Madam Chow） |

### 電視劇（香港電台）
| 首播   | 劇名         | 角色                 |
| 2010年 | 證義搜查線   | 丁穎琳（Linda Ting） |
| 2010年 | 火速救兵     | 陳美雅（Dr. Chan）   |
| 2011年 | 廉政行動2011 | Wendy                |
| 2012年 | 監警有道     | Jessica              |
| 2012年 | 賭海迷途2012 | 威哥之妻子           |
| 2016年 | 有倉出租     | Nancy 器官捐贈主任   |

### 電視劇（中國大陸）
| 首播   | 劇名     | 角色     |
| 2010年 | 鑼鼓巷   | 姚碧桃   |
| 2012年 | 亂世佳人 | 山田达子 |

### 電視劇（其他）
| 首播   | 劇名     | 角色   |
| 2016年 | 隱世者們 | 黃碧琴 |

### 電視節目
| 年份   | 電視台         | 節目名                                      |
| 2008年 | 亞洲電視       | 《選美風雲50年》（第8集）                   |
| 2008年 | 亞洲電視       | 《電視風雲50年》（第10集）                  |
| 2010年 | 頭條日報       | 《Paco名人會》                              |
| 2011年 | 亞洲電視       | 《智醒智勁四方城》                          |
| 2012年 | 商業電台       | 深夜節目《大龍鳳》                          |
| 2012年 | 有線娛樂新聞台 | 《星級會客室》                              |
| 2013年 | 亞洲電視       | 《亞姐百人》（第19、20集）                  |
| 2016年 | 無綫電視       | 《東張西望》                                |
| 2016年 | 無綫電視       | 《男人食堂》（第5集）                       |
| 2016年 | 無綫電視       | 《Sunday好戲王》（第16集）                  |
| 2016年 | 無綫電視       | 《萬千星輝賀台慶2016》                      |
| 2016年 | 無綫電視       | 《今日VIP》（10月14日）                     |
| 2016年 | 無綫電視       | 《今日VIP》『宮心計2深宮計』宣傳（6月22日） |
| 2018年 | 無綫電視       | TVB50+1節目巡禮                             |

### 電影
| 年份   | 片名                       | 角色                     |
| 1991年 | 開心鬼上錯身               | 豬朋狗友安排給阿傑的女伴 |
| 1991年 | 千王1991                   | 利璃璃                   |
| 1997年 | 97古惑仔之戰無不勝         | KK                       |
| 1997年 | 黑獄斷腸歌之砌生豬肉       | 蔡小姐/阿慈              |
| 1998年 | 超級整蠱霸王               | 客串                     |
| 1998年 | 超級無敵追女仔II之狗仔雄心 |                          |
| 1998年 | 偉哥的故事                 |                          |
| 1998年 | 強姦3OL誘惑                |                          |
| 1999年 | 勾魂惡夢                   |                          |
| 1999年 | 自殺前四十天               |                          |
| 1999年 | 生人勿近之問米             |                          |
| 1999年 | 鬼片王之再現凶榜           |                          |
| 1999年 | 鬼請你睇戲                 | Pinky                    |
| 2000年 | 人間蒸發                   |                          |
| 2000年 | 殺出個未來                 |                          |
| 2000年 | 潛龍奪寶                   |                          |
| 2000年 | 生人勿近之邪花             |                          |
| 2000年 | 制服誘惑2地下法庭          |                          |
| 2000年 | 火爆刑警                   |                          |
| 2000年 | 陰陽愛                     |                          |
| 2000年 | 暗鬥                       |                          |
| 2000年 | 熱血刑警                   |                          |
| 2000年 | 俠骨仁心                   | 護士Karen                |
| 2000年 | 跑馬地的月光               |                          |
| 2000年 | OL誘惑之各自各精彩         |                          |
| 2001年 | 情迷大話王                 |                          |
| 2001年 | 致命性騷擾                 |                          |
| 2002年 | 當男人變成女人             |                          |
| 2002年 | 我的麻煩老友               |                          |
| 2003年 | 飛虎2003之困獸             |                          |
| 2003年 | 絕種好男人                 |                          |
| 2003年 | 新紮師姐                   |                          |
| 2003年 | 黑白森林                   | 可樂母親                 |
| 2003年 | 戀上你的床                 | 阿 P                     |
| 2003年 | 新紮師姐之不安全地帶       |                          |
| 2004年 | 性感都市                   |                          |
| 2006年 | 鬼眼刑警                   |                          |
| 2008年 | 奪帥                       | 翠 茜                    |
| 2008年 | 大四喜                     | 二姨太                   |
| 2009年 | 短暫的生命                 | 猫 姐（督察）            |
| 2010年 | 滅門                       |                          |
| 2010年 | 殭屍新戰士                 |                          |
| 2013年 | 殺人犯的石頭(福音電影)     |                          |
| 2015年 | 我們停戰吧                 | 包彩兒                   |
| 2018年 | 洩密者                     |                          |
| 2021年 | 總是有愛在隔離             |                          |
| 2023年 | 風再起時                   |                          |

## 獎項
- 1996年亞洲小姐競選--最完美體態葆露絲大獎
- 2012年亞洲電視五十五周年--ATV55年女藝人獎

## 外部連結
- 張文慈的新浪微博
- 張文慈的Facebook專頁
- 張文慈的Instagram帳戶
- 張文慈 （页面存档备份，存于）中文電影資料庫
- 張文慈在香港影庫上的簡介
- 張文慈在豆瓣上的资料（简体中文）
- 張文慈在时光网上的簡介（简体中文）